# Батагур
Батагур (Batagur) — рід черепах родини Азійські прісноводні черепахи підряду Прихованошийні черепахи. Має 6 видів.

## Опис
Загальна довжина представників цього роду коливається від 60 до 75 см. Голова середнього розміру, дещо витягнута. У деяких видів морда піднята догори. Карапакс має дахоподібну форму, опуклий, обтічний. По центру проходить 1 досить помітний кіль. На ногах є перетинки.
Забарвлення у самців темніше за самиць. Переважають у перших чорні та коричневі кольори з різними відтінками, у других — оливковий, сірий.

## Спосіб життя
Полюбляють райони припливів, солонувату воду. Зустрічаються у гирлах великих та середніх річок. Тому їх також називають «азійськими річковими черепахами». Харчуються рибою, молюсками, рослинною їжею.
Самиці відкладають до 20—25 яєць. За сезон буває до 3 кладок.
М'ясо та яйця цих черепах доволі смачні й поживні. Тому стають об'єктом полювання.

## Розповсюдження
Мешкають у Південній та Південно-Східній Азії.

## Види
- Batagur affinis
- Batagur baska
- Batagur borneoensis
- Batagur dhongoka
- Batagur kachuga
- Batagur trivittata